# Jacob Vredeman
Pour les articles homonymes, voir de Vries.
Œuvres principales
- Musica miscella o mescolanze di madrigali, canzoni, e villanelli in lingua Frisica a quatro & cinque voci (1602)
- Isagoge Musicæ, dat is Corte, perfecte ende grondighe instructie vande principale musijcke (1618)

Jacob Vredeman de Vries, né à Anvers vers 1563 et décédé à Ljouwert (ou Leeuwarden) en septembre 1621, est un maître de chant à Ljouwert, et un compositeur, originaire des Pays-Bas, qui publia, entre autres, en 1602 douze villanelles en langue frisonne.

## Biographie
Jacob Vredeman serait un fils du célèbre architecte Jan Vredeman, né à Leeuwarden en 1527.  Celui-ci s'était provisoirement établi dans les Pays-Bas méridionaux, où son fils naquit en 1558 ou en 1559, sans doute à Anvers.
Son apprentissage terminé à Malines, Jacob revint au nord ; en 1588, il s'établit à Ljouwert (Leeuwarden) en Fryslân comme professeur de musique.  En 1589, il obtint la citoyenneté à Leeuwarden, et, en 1608, le magistrat de la ville le nomma cantor de l'église des Jacobins et lui accorda de plus un monopole en tant que professeur de musique à l'École latine ; deux ans après, cet octroi fut révoqué.  Les leçons que Vredeman y avait données l'amenèrent à écrire une étude musicale, dans la préface de laquelle il s'adresse aux membres du Collegium musicorum.  Sur cette société musicale, qui comptait surtout des amateurs, il écrit qu'il l'avait divertie pendant de longues années.  Ce fut sans doute pour la même société qu'il composa son Musica miscella (un recueil de madrigaux, de canzonettes et de villanelles).  Les paroles de plusieurs de ses chansons sont en langue frisonne.  Cinq chansons de Vredeman parurent dans le Livre septième des chansons vulgaires de diverses autheurs de 1608.  On lui doit aussi la notation des mélodies des chansons d'un recueil de Starter,. 
L'influence de la musique pour ensemble vocal du siècle précédent est tout aussi présente dans l’Isagoge.
En 1624, sa veuve endettée, Maycke Gerrits, se vit forcée de quitter la maison qu'elle et son mari avaient achetée pour 500 florins d'or en 1592.  Elle finit ses jours comme aide cuisinière à l'hospice Saint-Antoine de Leeuwarden, où elle mourut en 1627.

## Œuvre
On connaît deux ouvrages de Vredeman. 
Le recueil Musica miscella o mescolanze di madrigali, canzoni, e villanelli in lingua Frisica a quatro & cinque voci fut publié à Franeker, en 1602, chez Gillis van den Rade, qui avait été l'un des principaux éditeurs calvinistes à Anvers avant de devenir imprimeur d'État en Fryslân,.  Les villanelles frisonnes, qui dépeignent la vie rurale avec un peu de dérision, semblent prouver qu'à l'époque, la langue frisonne n'était pas encore jugée digne de sujets plus sérieux.  Il faudra attendre le poète Gysbert Japicx pour que la langue frisonne devienne une langue digne de la poésie d'amour sérieuse, de chants politiques et de psaumes en rimes. 
Son étude musicologique Isagoge Musicæ, publiée en 1618, est une théorie musicale fondée pour l'essentiel sur le système médiéval de muance et de solmisation de Guido d'Arezzo.  Par ailleurs, l'auteur traite des différentes clefs et de la notation mesurée.  Une caractéristique des modes d'Église complète le tableau.  Malgré ce que suggère son titre, l'ouvrage est écrit en néerlandais.
En outre, il nota les mélodies des chansons d'un recueil, publié en 1621, du poète Jan Jansz. Starter : le Friesche Lust-hof (Jardin de plaisance frison).